# Područje oko Rafove (Zatonske) špilje
Područje oko Rafove (Zatonske) špilje este o arie protejată (sit de importanță comunitară — SCI) din Croația întinsă pe o suprafață de 141,63 ha, integral pe uscat.

## Localizare
Centrul sitului Područje oko Rafove (Zatonske) špilje este situat la coordonatele 42°41′29″N 18°01′58″E / 42.691448°N 18.032697°E.

## Înființare
Situl Područje oko Rafove (Zatonske) špilje a fost declarat sit de importanță comunitară în iulie 2013 pentru a proteja 3 specii de animale.

## Biodiversitate
Situată în ecoregiunea mediteraneană, aria protejată conține 1 habitat natural: Peșteri marine scufundate complet sau parțial.
La baza desemnării sitului se află mai multe specii protejate de  mamifere (3): liliac cărămiziu (Myotis emarginatus), liliacul mediteranean cu potcoavă (Rhinolophus euryale), liliacul mare cu potcoavă (Rhinolophus ferrumequinum).
Pe lângă speciile protejate, pe teritoriul sitului au mai fost identificate 1 specie de plante.